# Euphoria subtomentosa
Euphoria subtomentosa är en skalbaggsart som beskrevs av Pierre François Marie Auguste Dejean 1837. Euphoria subtomentosa ingår i släktet Euphoria och familjen Cetoniidae. Inga underarter finns listade i Catalogue of Life.